# Rhythm on the River
Rhythm on the River (Brasil: O Rei das Melodias / Portugal: Os Boémios do Bairo) é um filme estadunidense de 1940, do gênero comédia musical, dirigido por Victor Schertzinger e estrelado por Bing Crosby e Mary Martin. Billy Wilder, coautor da história, é um dos responsáveis pela complexidade do roteiro, incomum entre os musicais até então. Três canções fizeram sucesso: That's For Me, Ain't a Shame About Mame? e Only Forever, assinadas por James V. Monaco e Johnny Burke.
Only Forever deu ao filme a indicação ao Oscar de Melhor Canção.

## Sinopse
Depois de sua esposa o abandonar, o compositor Oliver Courtney vê sua inspiração secar. Ele, então, contrata Bob Sommers para escrever as melodias e Cherry Lane as letras, de novas canções que ele publica como se fossem suas.
Ao sentir que necessita de sossego para escrever, Cherry hospeda-se em um hotel da pequena cidade de Tarrytown, cujo proprietário, o Senhor Caleb, é tio de Bob. Bob também aparece por lá e os dois trocam experiências de seu trabalho como ghost writers. Eles até compõem uma música juntos, Only Forever, tudo sem desconfiar que escrevem para a mesma pessoa.
Ao voltarem para casa, acabam por descobrir a verdade ao se encontrarem no escritório de Oliver. Daí, eles decidem abandonar o compositor e trabalhar juntos, mas apenas Cherry consegue um contrato como cantora. Bob, então, toma 200 dólares emprestados a Oliver, e dá Only Forever como garantia. Oliver leva a canção a Cherry e ela sente-se traída por Bob, pois tinham concordado que a canção seria só deles, sempre. Oliver, porém, finalmente concorda em dar-lhes os créditos devidos pelas músicas que compuseram juntos e a dupla marca a data do casamento.

## Elenco
| Ator/Atriz       | Personagem       |
| ---------------- | ---------------- |
| Bing Crosby      | Bob Sommers      |
| Mary Martin      | Cherry Lane      |
| Basil Rathbone   | Oliver Courtney  |
| Oscar Levant     | Billy Starbuck   |
| Oscar Shaw       | Charlie Goodrich |
| Charley Grapewin | Tio Caleb        |
| Lillian Cornell  | Millie Starling  |
| William Frawley  | Westlake         |

## Principais premiações
| Prêmio | Indicação     |
| ------ | ------------- |
| Oscar  | Melhor Canção |